# タヌキとキツネ
『タヌキとキツネ』は、アタモトによる日本の漫画。Twitterで掲載していたWeb漫画が人気となり、のちにフロンティアワークスから発行された。2024年10月時点でシリーズ累計部数は130万部を突破している。

## 沿革
2018年8月、東京都の池袋パルコ内にあるパルコミュージアムにて、本作の展示イベント「タヌキとキツネ展〜タヌキ山にようこそ！〜」を開催。
同年9月、マルちゃん赤いきつねと緑のたぬきシリーズとコラボレート。本作の描きおろしイラストがパッケージに描かれた「橙のたまごうどん」がセブン-イレブン限定で販売された。

## あらすじ
ある日、まだタヌキとキツネが小さいころに、タヌキ山に1匹のキツネが迷い込んできた。それをきっかけにキツネはキツネ山とタヌキ山を行き来して遊ぶようになった。そして2匹がかなり大きくなったころ、タヌキがキツネに「日が落ちたが山にまだ帰らないのか」と尋ねると、キツネは「タヌキ山に住むことにした」と答えた。理由は面倒くさいから。どこかぬけているところがあるタヌキと、いじわるなそぶりを見せるキツネ、仲間たちの日常を描く作品。

## 登場キャラクター
タヌキ
よくキツネやクマに引っ張られ、餅の如くよく伸びる。どこかぬけているところがあり、マイペースでのんびり屋。キツネとはよく遊ぶ。食べ物が好きでおにぎりをよく食べているが、基本的にどんな食べ物も好き嫌いはないよう。オオカミに懐いている。
キツネ
よくタヌキを引っ張る。よくタヌキ相手にいたずらをしかけるが、タヌキが他の相手に興味を示したりすると、引き止めたり連れ戻したりけっこうやきもちを妬く。他にも、落ち込むタヌキにおにぎりをあげたり、タヌキを引っ張ったクマに怒ったり、なんだかんだ言ってタヌキは大事な相手と感じているよう。いなりが好き。
オオカミ
無口気味で、1匹でいることが多い。最初の方はかまってくるタヌキをあまり気にかけていない様子ではあったが、徐々に寝ているタヌキとキツネに毛布を掛けなおしたり、タヌキを背中に乗せてあげたりと相手をしてあげるようになる。最近はタヌキがどこまで伸びるのか気になっている。餅が好きな様子。
クマ
タヌキやキツネと遊びたいと願う。凄まじい力の持ち主で、本人は軽くしか力をこめていないようだが、タヌキを引っ張ればキツネの倍は軽く伸び、抱きしめればタヌキが苦しがり、頭を撫でようとしてもタヌキの顔がひしゃげるほど。なのでキツネには危険視されている。
ウサギ
2匹ほどおり、月に住んでいる。タヌキにお餅やオオカミのコートをプレゼントしたり、タヌキとキツネを月に招待したりと、かなり親交がある模様。
トリ
本のキャラ紹介ではひよこのような鳴き声しか書かれていないが、けっこうな頻度で出てくる数匹のトリ。色は鶯のような黄緑色。タヌキとキツネのおにぎりを盗み食いして、キツネに自分の5倍ほどの長さまで引っ張られた。
オコジョ
絵本「小さなともだち」から登場。楽しい事を探してあちこち歩き回っているうちに地面に頭から突っ込んでしまった所を、タヌキとキツネに助けられて友達になる。「冬のおはなし」では体毛が白（冬毛）になり、タヌキ山に遊びに来た際に2匹を驚かせた。

## 書誌情報

### 漫画
- アタモト 『タヌキとキツネ』 フロンティアワークス〈リラクトコミックス〉、既刊10巻（2024年10月15日現在）
  1. 2016年11月15日発売[5]、ISBN 978-4-86134-929-4
  2. 2017年5月15日発売[6]、ISBN 978-4-86657-000-6
  3. 2017年11月15日発売[7]、ISBN 978-4-86657-058-7
  4. 2018年5月15日発売[8]、ISBN 978-4-86657-086-0
    - ショートアニメDVD付き限定版 同日発売[9]、ISBN 978-4-86657-087-7

  5. 2018年11月15日発売[10]、ISBN 978-4-86657-191-1
  6. 2019年5月15日発売[11]、ISBN 978-4-86657-250-5
  7. 2021年12月15日発売[12]、ISBN 978-4-86657-495-0
  8. 2022年8月9日発売[13]、ISBN 978-4-86657-575-9
  9. 2023年4月14日発売[14]、ISBN 978-4-86657-659-6
  10. 2024年10月15日発売[2]、ISBN 978-4-86657-812-5

### 絵本
- アタモト 『タヌキとキツネ』 フロンティアワークス
  1. 『タヌキとキツネ 小さなともだち』、2020年3月14日発売[15]、ISBN 978-4-86657-329-8
  2. 『タヌキとキツネ 冬のおはなし』、2020年11月13日発売[16]、ISBN 978-4-86657-401-1
  3. 『タヌキとキツネ ちびっこの冒険』、2021年5月14日発売[17]、ISBN 978-4-86657-441-7

### 関連書籍
- 『タヌキとキツネ ほのぼのbook』 宝島社、2018年4月19日発売[18]、ISBN 978-4-8002-7807-4
- 『タヌキとキツネ なかよしbook』 宝島社、2019年4月1日発売[19]、ISBN 978-4-8002-9296-4
- 有沢ゆう希（著）・ アタモト（原作・イラスト） 『タヌキとキツネ 偉人の名言』 講談社〈講談社KK文庫〉2019年11月21日発売、ISBN 978-4-06-517365-7
- 『タヌキとキツネ 塗り絵BOOK 2匹の大冒険』 宝島社、2020年4月16日発売[20]、ISBN 978-4-299-00415-4
- 『タヌキとキツネ めちゃくちゃむずかしいまちがいさがし』 宝島社、2020年8月11日発売[21]、ISBN 978-4-299-00721-6
- 『タヌキとキツネ 10ポケット整理上手ポーチBOOK』 宝島社、2020年11月19日発売[22]、ISBN 978-4-299-00950-0
- 『タヌキとキツネ デジタルメモBOOK』 宝島社、2021年10月13日発売[23]、ISBN 978-4-299-02035-2

## Webアニメ
1話30秒の短編アニメとして2018年2月9日よりYouTubeにて配信された。18話まで配信され、未配信2話を加えた全20話が単行本4巻の限定版付属のDVDに収録された。

### スタッフ
- 原作 - アタモト
- 監督 - 月見里智弘
- 音響監督 - 山田陽
- 音楽 - こぐま
- 音響制作 - サウンドチーム・ドンファン
- 制作 - レスプリ
- 制作協力 - ギャザリング